# Pronunciamiento d'Espoz y Mina
Le pronunciamiento d'Espoz y Mina est un soulèvement contre le roi de Ferdinand VII mené par le général Francisco Espoz y Mina dans la nuit du 25 au 26 septembre 1814 depuis la localité de Puente la Reina en Navarre, à proximité de la capitale Pampelune.
Initiative essentiellement individuelle, il échoua en raison de son improvisation et du manque de loyauté envers leur meneur des troupes soulevées.
Il est souvent considéré comme le premier pronunciamiento de l’histoire,,,, par ceux qui refusent ce qualifitif au soulèvement d’Elío qui restaura la monarchie absolue en avril de la même année.
Il s’agit d’un pronunciamiento atypique et relativement peu étudié — on ignore au juste la portée de ses prétentions —, mais qui aurait pu avoir d’importantes répercussions,.

## Contexte
Espoz y Mina acquit son expérience militaire dans la guerre de guérilla menée contre la France napoléonienne lors de la guerre d’indépendance, où il excella, mais avec une faible formation théorique — il était pratiquement analphabète —,. En pratique, il fut au cours du conflit le commandant en chef de la guérilla navarraise.
Une fois le conflit terminé, le général sollicita et obtint début juin 1814 une audience auprès du roi Ferdinand VII, afin de demander l’intégration de ses troupes, qui faisaient face à d’importantes difficultés de subsistance et de rémunération, dans l'armée régulière. Il prétendait aussi être nommé vice-roi de Navarre. On ignore les conditions exactes de cette réception et l’ambiance qui y régna, mais le roi choisit le général Ezpeleta pour occuper le poste de vice-roi, à la grande grande contrariété d'Espoz y Mina,. 
Deux décrets pris durant l’été, qui allaient clairement à l'encontre de ses demandes, accrurent encore son mécontentement. Le premier, daté du 25 juin, accordait aux soldats non réguliers une autorisation temporaire de retourner chez eux, ce qui suscita un grand nombre de désertions, et le second, du 28 juillet, ordonnait la dissolution de toutes les unités non régulières — originant des échanges tendus entre le vice-roi et Espoz y Mina, qui refusa de l’appliquer totalement —, laissant la possibilité de réintégrer l’Armée pour ceux qui en feraient la demande,,,.
Enfin, un troisième décret, publié le 23 septembre, ordonnait son transfert à Pampelune — le reléguant à un poste bureaucratique — et le passage de ses troupes sous le commandement du capitaine général d’Aragon,,.

## Déroulement et répercussions
Lorsqu’il en prit connaissance le lendemain, Espoz y Mina entreprit de se soulever. D’après l’opinion majoritaire dans l’historiographie, il s’agissait d’une action improvisée et très risquée — ce qui n’est pas étonnant venant d’un soldat rompu aux pratiques de guérilla —, car il ne disposait probablement pas d’un réseau solide de soutien, au sein de l’Armée comme auprès des civils,,— ce qui contraste clairement avec la typologie des pronunciamientos qui marquèrent la vie politique espagnole dans les décennies suivantes —. Dans ses mémoires, Espoz y Mina affirme qu’il disposait du soutien de garnisons de Navarre et d’Aragon — Huesca, Jaca, Monzón, Caspe, et même Saragosse —, mais il peut s’agir d’une exagération de sa part.
À la tête d’à peine un bataillon, il entreprit dans la nuit de prendre la citadelle de Pampelune (en), où deux autres officiers étaient censés appuyer le soulèvement, ce qui n’eut pas lieu,. Les troupes d’Espoz y Mina furent mises en déroute sans grande difficulté et l’insurrection fut à peine remarquée à Pampelune,
Le général revint à sa garnison de Muruzábal puis prit le maquis accompagné d’une partie de ses hommes, et s’exila le 4 octobre en France, toujours recherché selon les ordres d’Ezpeleta — le fait qu’il tarde plus d’une semaine à le faire laisse penser qu’il attendait peut-être d’autres réactions à la suite de son action —. Le colonel Górriz, l’un de ses fidèles, qui avait participé au soulèvement, fut arrêté par ses propres troupes et fusillé,,,,.
Contrairement à ce qu’affirment certaines sources — et le général lui-même dans ses mémoires, publiés bien plus tard —, des doutes sérieux sont émis quant au caractère authentiquement pro-libéral du soulèvement d’Espoz y Mina, militaire pratiquement sans formation théorique — même si l’on dispose d’indices concernant son appartenance à la Franc-maçonnerie en 1812 —,,. Ses agissements antérieurs montrent une certaine ambigüité quant à sa relation avec l’absolutisme et le libéralisme, et révèlent un possible opportunisme. Par la suite, en revanche, Espoz y Mina s’orienta vers une idéologie clairement libérale et opposée à la monarchie absolue, dans la lignée de multiples pronunciamientos ultérieurs, comme celui de Porlier en septembre de l'année suivante.
Toujours en exil, Espoz y Mina se rendit plus tard à Paris, où les autorités espagnoles tentèrent de le rappatrier de force, ce qui fut source de tensions diplomatiques entre les deux pays,.